# Espace urbain de Royan
L’espace urbain Royan est un espace urbain français qui recoupe l'aire urbaine de Royan, en Charente-Maritime. Il s'agit du 59e espace urbain de la France, regroupant 40 707 habitants sur 184,96 km2.

## Caractéristiques
En 1999, l'espace urbain de Royan regroupait les 11 communes de l'aire urbaine de Royan, constituant ainsi un des plus petits espaces urbains français. Cet espace est à proximité immédiate de l'espace urbain La Rochelle-Niort-Val de Charente.

## Pour approfondir